# Jon Carson
Jon Carson, né le 2 décembre 1991, est un homme politique canadien, il est élu à l'Assemblée législative de l'Alberta lors de l'élection provinciale de 2015. Il représente la circonscription d'Edmonton-Meadowlark en tant qu'un membre du Nouveau Parti démocratique de l'Alberta.